# Maurice Setters
Edgar Maurice Setters (født 16. december 1936 i Honiton, Devon, 22. november 2020) var en engelsk fodboldspiller og træner. Han er bedst kendt for sin tid hos Manchester United. Han var Uniteds anfører fra 1960 til 1962.
Setters begyndte sin karriere hos Exeter og West Bromwich Albion, før han i 1960 blev købt af Manchester United for 30.000 pund. Han vandt FA Cuppen i 1963. I 1964, efter 159 ligakampe og 12 ligamål for United, tog han til Stoke, hvor han var til november 1967, hvorefter han skiftede til Coventry. 
Han var i begyndelsen af 1970'erne ansat som træner for Doncaster, inden han i 1977 blev assistenttræner i Sheffield Wednesday, hvor Jack Charlton var cheftræner. Han var desuden assistenttræner for Irlands fodboldlandshold.